# Ketvirtes
Der Ketvirtis war ein litauisches Volumenmaß und entsprach dem Viertelmaß. Das Maß galt zur Zeit der russischen Verwaltung, zumal der Tschetwert als bestimmend galt.
- 1 Ketvirtis = 1 Tschetwert = 209,907 Liter